# Itabashi-honchō (metropolitana di Tokyo)
Itabashi-honchō (板橋本町駅?, Itabashi-honchō-eki) è una stazione della metropolitana di Tokyo che si trova a Toshima. La stazione è servita dalla linea Mita della Toei Metro.

## Struttura
La stazione è dotata di una piattaforma centrale a isola con due binari sotterranei.
| 1 | Linea Mita | per Sugamo, Hibiya, Shirokane-Takanawa, Meguro e linea Tōkyū Tōyoko |
| 2 | Linea Mita | per Takashimadaira e Nishi-Takashimadaira                           |

## Stazioni adiacenti
| «                     | Servizio   | »            |
| Linea Mita            | Linea Mita | Linea Mita   |
| --------------------- | ---------- | ------------ |
| Itabashi-kuyakushomae | -          | Motohasunuma |